# 735 до н. е.

## Події
- Тукультіапал-Ешарра здійснив новий похід в глибину Урарту. Сардурі ІІ знову зазнав поразки і усі його землі у верхів'ях та біля витоків Тигру відійшли до переможця.
- Після смерті Сардурі II, що сталась за невідомих обставин, царем Урарту став його син Руса I.
- Заснування Наксоса Сицилійського.